# Ист Веначи (Вашингтон)
Ист Веначи (енгл. East Wenatchee) град је у америчкој савезној држави Вашингтон. По попису становништва из 2010. у њему је живело 13.190 становника.

## Демографија
Према попису становништва из 2010. у граду је живело 13.190 становника, што је 7.433 (129,1%) становника више него 2000. године.
| Група             | 2000.         | 2010.         |
| Белци             | 4.861 (84,4%) | 9.560 (72,5%) |
| Афроамериканци    | 23 (0,4%)     | 33 (0,3%)     |
| Азијати           | 36 (0,6%)     | 125 (0,9%)    |
| Хиспаноамериканци | 694 (12,1%)   | 3.092 (23,4%) |
| Укупно            | 5.757         | 13.190        |